# Паха-пау
Паха-Пау — российская рок-группа из Твери. Образована 3 ноября 1993 года. Основателем и автором большинства композиций является гитарист Дмитрий Исаев.
Своё название группа объясняет историей со времён учёбы, когда один из одногруппников прочитал название декартовых осей координат по X и по Y по-русски, получилось соответственно Паха-Пау.
Вначале группа играла англоязычную хардовую альтернативу, визитной карточкой команды было наличие в то время единственной в городе девушки-рок-вокалистки — Маши Фалдиной, которая в 1995 г. покинула группу. В период с 1995 по 1999 г. вокалистками были Елена Трукова (экс «Теплый Клечатый Плед») и Ирина Белокопытова (позднее «Гуссины Яблоки», «Папа Джеймс») с которой в 1997 г. был записан первый англоязычный альбом «Love is life», после чего группа фактически распадается, из-за призыва участников в армию.
В 1999 г. «Паха-Пау» вновь собирается вместе, с прежней вокалисткой. Группа сменила английский язык на родной русский.
В 2004 году состоялся выпуск дебютного альбома. Презентация пластинки прошла в московском клубе «Б2». В тот же год группа дебютировала на сцене рок-фестиваля «Нашествие». Выступали на «Нашествии» в 2005, 2009, 2010 годах, на фестивале «Эммаус» в 2006 году. В 2004 году принимали участие в столичном фестивале «Рок-девичник», приуроченном к презентации альбома певицы «Юты», с которой музыканты сдружились. Песни «Кто ты» и «Стрелять» в разные годы становились лидерами отечественного хит-парада «Чартова дюжина» «Нашего радио».
Летом 2008 года вышел второй русскоязычный альбом «Кто ты», презентация прошла в клубе «Лазурный» в Твери.
24 апреля 2011 года в «Лазурном» состоялась презентация альбома «Лета не будет».
В 2012 году коллектив принял решение о прекращении совместной творческой деятельности и 11 ноября сыграл последний концерт в родном городе.

## Состав группы с 2004 года
- Мария Фалдина — вокал,
- Дмитрий Исаев — гитара,
- Михаил Маркьянов — ударные,
- Аркадий Ксенженко — бас,
- Дмитрий Прокофьев — клавиши[7].

## Дискография
- Love is Life (1997)
- «Паха-Пау» (2004)[8]
- «Кто ты» (2008)[9]
- «Лета не будет» (2011)[10]

Сборники
- «Наши: Высота первая» (2002)[11]

«Далеко»
«Кто ты»
- «Наши: Высота вторая» (2003)[12]

«Вниз по течению»